# Convolvulus koeieanus
Convolvulus koeieanus är en vindeväxtart som beskrevs av Joseph Friedrich Nicolaus Bornmüller och Koeie. Convolvulus koeieanus ingår i släktet vindor, och familjen vindeväxter. Inga underarter finns listade i Catalogue of Life.